# 2022년 노바카호우카 공격
2022년 노바카호우카 공격에 관한 내용이다.
2022년 7월 11일, 우크라이나군은 러시아의 우크라이나 침공 동안 러시아가 점령한 도시인 노바카호우카에 미사일 공격을 가했다. 러시아는 우크라이나가 최근 미국에서 HIMARS 미사일을 획득하여 작전에 사용했다고 밝혔다.

## 사건
도시의 목표물이 큰 폭발로 타격을 입어 탄약고가 파괴되었다. 영상에는 목표물에서 "거대한 불덩어리"가 솟아오르는 모습이 담겼다.
우크라이나는 러시아 군인 52명이 사망했고, 22군단 소장인 아르템 나스불린을 포함한 장교 12명이 사망했다고 주장했다. 우크라이나군 남부군 사령부는 "우리 로켓 및 포병대의 결과에 따르면, 적은 군인 52명, Msta-B 곡사포 1대, 박격포 1대, 장갑차 및 기타 차량 7대, 노바카호우카의 탄약고를 잃었다."라고 밝혔다.
러시아 관리들과 국영 통신사들은 민간인을 포함해 최소 7명이 사망하고 약 70명이 부상당했으며, 시장, 약국, 교회, 창고, 주택 등 광범위한 민간 재산이 피해를 입었다고 전했다. 카호우카 지구 군민 행정부의 친러시아 관리는 여러 사람이 여전히 건물 잔해 아래에 갇혔다고 말했다. 이러한 주장은 아직 독립적으로 검증되지 않았다. 우크라이나 대변인 세르히 클란은 공격으로 병원과 주거 지역이 피해를 입었다는 보도는 러시아 선전의 일부이며, 이 도시의 많은 민간인은 우크라이나군이 도시에 더 가까이 있다는 생각에 기뻐하고 있다고 말했다.

## 같이 보기
- 2022년 헤르손 역공세
- 카호우카 댐 파괴